# 张忠 (澶州总管)
張忠（?—?），字圣毗，开封府（今河南省开封市）人，北宋時代将领。
張忠少年时慷慨，不事生产。初隶禁军，官至龙、神卫左第二军指挥使。宋仁宗即位，转任天武左第三指挥使、融州（今广西壮族自治区融水苗族自治县）刺史，改任天武右厢指挥使、潮州（今广东省潮州市）团练使。最后转任澶州（今河南省濮阳市）总管。黄河在商胡决口，守河的役卒准备作乱，张忠扑杀领头的几个人。因病到京师求医，在京师开封府去世。